# ۱۶۵۴ (میلادی)
۱۶۵۴ (میلادی) هزار و ششصد و پنجاه و چهارمین سال تقویم میلادی است.

## زادگان
- ۲۳ مه – نیکودموس تسین جوان، معمار سوئدی (د. ۱۷۲۸)
- ۲۷ دسامبر – یاکوب برنولی، ریاضی‌دان و فیزیک‌دان سوئیسی (د. ۱۷۰۵)

## درگذشتگان
- ۱۸ فوریه – ژان لوئی گه دو بالزاک، نویسنده فرانسوی (ز. ۱۵۹۴)
- ۵ دسامبر – ژان فرانسوا ساراسن، شاعر فرانسوی